# At Home with the Braithwaites
At Home with the Braithwaites è una serie televisiva britannica, creata e scritta da Sally Wainwright. La trama segue una famiglia di periferia a Leeds la  cui vita viene sconvolta quando  la madre della famiglia
Vince alla lotteria 38 milioni  di sterline.

## Trama
Una  normale famiglia di tutti i giorni  diventa ricca vincendo  alla lotteria. La loro vita cambia radicalmente con la loro nuova ricchezza.

## Episodi
| Stagione         | Episodi | Prima TV originale | Prima TV italiana |
| ---------------- | ------- | ------------------ | ----------------- |
| Prima stagione   | 6       | 2000               | inedita           |
| Seconda stagione | 8       | 2001               | inedita           |
| Terza stagione   | 6       | 2002               | inedita           |
| Quarta stagione  | 6       | 2003               | inedita           |

## Riconoscimenti
TV Quick - 2000
- Miglior nuovo dramma

British Academy Television Awards - 2001
- Candidatura per miglior attrice a Amanda Redman

Royal Television Society Programme Awards - 2001
- Candidatura per miglior serie drammatica

British Academy Television Awards - 2002
- Candidatura er miglior serie drammatica

Premio Emmy - 2002
- Candidatura per miglior serie drammatica

Royal Television Society Programme Awards - 2002
- Candidatura per miglior scrittore a Sally Wainwright
- Candidatura per miglior serie drammatica

National Comedy Awards - 2003
- Candidatura per miglior commedia drammatica televisiva

National Television Awards - 2003
- Candidatura per attrice più popolare a Amanda Redman

Royal Television Society Programme Awards - 2004
- Candidatura per miglior serie drammatica